# 여인의 향기 (드라마)
《여인의 향기》는 2011년 7월 23일부터 2011년 9월 11일까지 방영된 SBS 주말 특별기획 드라마이다.

## 방송 시간
| 방송 채널 | 방송 기간                         | 방송 시간              | 방송 분량  |
| --------- | --------------------------------- | ---------------------- | ---------- |
| SBS       | 2011년 7월 23일 ~ 2011년 7월 31일 | 토, 일 밤 9:50 ~ 11:00 | 1시간 10분 |
| SBS       | 2011년 8월 6일 ~ 2011년 9월 11일  | 토, 일 밤 9:50 ~ 11:10 | 1시간 20분 |

## 등장 인물

### 주요 인물
- 김선아 : 이연재 역 (아역 : 노정의, 김보라) - '라인 투어' 수배팀 직원
- 이동욱 : 강지욱 역 - '라인 투어' 전략기획본부 본부장
- 엄기준 : 채은석 역 (아역 : 박희건) - 한국병원 종양내과 의사
- 서효림 : 임세경 역 - 서진그룹의 막내딸, 서진카드 경영전략담당 상무

### '라인 투어' 사람들
- 김광규 : 윤봉길 역 - 수배팀 과장, 닉네임 '람세스'
- 신정근 : 노성식 역 - 여행사업부 부장
- 사현진 : 유혜원 역 - 수속팀 직원 → 수배팀 직원
- 손성윤 : 남나리 역 - 수배팀 대리
- 김가은 : 유승아 역 - 직원
- 김상원 : 직원 역

### 그 외 인물
- 이정길 : 강철만 역 - '라인 투어' 회장, 지욱의 아버지
- 김혜옥 : 김순정 역 - 연재의 어머니
- 정동환 : 김동명 역 - 제과점 사장, 전직 국어선생님
- 신지수 : 양희주 역 - 종양내과 병동 환자
- 최정훈 : 오상목 역 - 연재네 집주인
- 이준혁 : 폐차 시켜야 하는 차 주인 역
- 박정선 : 박상우 역 - 지욱의 비서
- 안수호 : 사고 낸 트럭기사 역
- 서광재 : 주차관리원 역
- 오윤홍 : 앤디 윌슨의 부인 역
- 김추월 : 음식점 사장이 칼 맞은 일을 알려주는 여자 역
- 차지연 : 차지연 역 - 닉네임 '베로니카', 탱고학원 '수에뇨-꿈'의 사장
- 이상훈 : 세경의 오빠 역
- 모리유 : 수빈 역 - 탱고학원 기초반 수강생
- 방중현 : 의사 역
- 김지성 : 재선 역 - 종양내과 병동 간호사
- 최영신 : 종양내과 병동 간호사 역
- 이기열 : '라인투어' 사장 역
- 강동엽 : 의사 역
- 염정구
- 성창훈 : 세경의 비서 역
- 이주석 : 연재의 아버지 역
- 남현주 : 결혼정보회사 직원 역
- 정유찬 : 김 비서 역 - 서진카드 회장의 비서
- 이태검 : 세경의 전 남자친구 역
- 이준희 : 넘어질뻔한 연재를 잡아준 남자 역
- 정영금 : 아웃도어 매장 손님 역
- 김재화 : 미쓰 리 역
- 김영 : 종양내과 병동 환자 역
- 안현정 : 종양내과 병동 환자 역
- 금동현 : 김유순 환자의 남편 역
- 방인혜 : 김유순 환자 역
- 현영임 : 연재에게 사탕주는 아이의 엄마 역
- 이현 : 아웃도어 매장 손님 역
- 우상전 : 손병호 역
- 윤봉길 : 닉네임 '조각미남' 역 - 탱고학원 기초반 수강생
- 유채목 : 닉네임 '안달' 역 - 탱고학원 기초반 수강생
- 나승호 : 종양내과 병동 의사 역
- 공재원 : 오키나와관광청 직원 역
- 정두겸 : 라인투어 법무법인 변호사 역
- 김광인 : 변호사 역
- 신우철 : 변호사 역 - 지욱의 지인
- 주동희 : 지욱의 지인 역
- 하수호 : 지욱의 지인 역
- 조현진 : 은행원 역
- 이종구 : 병원장 역
- 차성훈 : 법원 직원 역
- 서진욱 : 앤디 윌슨의 지인 역
- 박규점 : 판사 역
- 정명준 : 세경 측 변호사 역
- 권오중 : 연재의 첫사랑 역
- 김난영 : 유혜원의 언니 역
- 정현석 : 완도군청 직원 역
- 인성호 : 완도군청 직원 역
- 오정원 : 선생님 역
- 최성웅 : 환자 역
- 손선근 : 의사 역
- 강민정 : 라인투어 직원 역
- 반혜라 : 보육원 원장 역
- 김효진 : 양희주의 어머니 역
- 홍재성 : 사진사 역
- 전보미 : 영문과 여대생

### 특별출연
- 남궁원 : 임중희 역 - 세경의 아버지, 서진그룹 회장
- 이원종 : 앤디 윌슨 역
- 김준수 : 김준수 역 - 연재가 좋아하는 가수

## 시청률
| 2011년      | 2011년      | 2011년         | 2011년       | 2011년         | 2011년       |
| 회차        | 방송일      | TNmS 시청률    | TNmS 시청률  | AGB 시청률     | AGB 시청률   |
| 회차        | 방송일      | 대한민국(전국) | 서울(수도권) | 대한민국(전국) | 서울(수도권) |
| ----------- | ----------- | -------------- | ------------ | -------------- | ------------ |
| 제1회       | 7월 23일    | 13.9%          | 15.8%        | 15.8%          | 17.5%        |
| 제2회       | 7월 24일    | 13.9%          | 15.1%        | 15.6%          | 19.0%        |
| 제3회       | 7월 30일    | 13.1%          | 15.4%        | 15.1%          | 16.8%        |
| 제4회       | 7월 31일    | 12.5%          | 13.4%        | 15.7%          | 17.8%        |
| 제5회       | 8월 6일     | 16.2%          | 18.5%        | 18.6%          | 20.6%        |
| 제6회       | 8월 7일     | 17.0%          | 18.6%        | 18.3%          | 20.6%        |
| 제7회       | 8월 13일    | 16.8%          | 19.6%        | 18.0%          | 20.4%        |
| 제8회       | 8월 14일    | 16.7%          | 19.7%        | 17.1%          | 19.1%        |
| 제9회       | 8월 20일    | 17.8%          | 21.5%        | 18.2%          | 20.3%        |
| 제10회      | 8월 21일    | 18.6%          | 21.9%        | 18.3%          | 20.2%        |
| 제11회      | 8월 27일    | 16.7%          | 18.8%        | 18.8%          | 21.0%        |
| 제12회      | 8월 28일    | 16.4%          | 18.7%        | 18.8%          | 21.3%        |
| 제13회      | 9월 3일     | 16.4%          | 19.6%        | 17.7%          | 19.8%        |
| 제14회      | 9월 4일     | 16.1%          | 18.1%        | 18.2%          | 20.4%        |
| 제15회      | 9월 10일    | 15.7%          | 17.1%        | 16.7%          | 17.9%        |
| 제16회      | 9월 11일    | 14.1%          | 14.9%        | 14.1%          | 15.4%        |
| 평균 시청률 | 평균 시청률 | 15.7%          | 17.9%        | 17.2%          | 19.3%        |

## 수상
- 2011년 SBS 연기대상 10대 스타상 , 여자 최우수상 김선아
- 2011년 SBS 연기대상 10대 스타상 , 남자 최우수상 이동욱
- 2011년 SBS 연기대상 특별연기상 김혜옥
- 2011년 SBS 연기대상 남자 우수상 엄기준
- 2011년 SBS 연기대상 뉴스타상 서효림

## 경쟁 프로그램
- 광개토태왕 (KBS 1TV)
- 애정만만세 (MBC)

## 참고 사항
- 드라마의 인기로 '버킷리스트'도 화제가 되기도 하였다.[1] 버킷리스트는 '죽다'는 뜻의 영어 숙어인 'Kick the Bucket'에서 유래된 말로 죽기 전에 반드시 하고 싶은 일을 적어 만든 목록을 말한다.[2]